# Тахан
Тахан (арабски ‏طحينة – тахини, иврит טחינה – тахина, китайски zhimajiang (芝麻醤) и японски nerigoma (ねりごま)) е хранителен продукт, получен чрез смилане на печени сусамови семена. Има полутечна консистенция. Таханът е основна съставка в редица ориенталски и азиатски ястия, като например хумус.
Съществуват два вида тахан – от белени и от небелени сусамови семена. Таханът от небелени семена е по-тъмен и по-горчив, съдържа в замяна на това повече минерали и хранителни вещества. Най-често таханът се приготвян от смесица на двата вида. Тахан, приготвен само от белен сусам, се нарича бял тахан.
Таханът е изключително богат на витамини (преди всичко B1, B2 и B6) и калций (783 mg на 100 g – почти пет пъти повече от кравето мляко), поради което е важна храна за вегани и вегетарианци.
Сусамовият тахан съдържа:
- Белтъчини – приблизително 20%
- Растителни масла, олеинова и линолова киселина – 50%
- Захариди – приблизително 16%
- Влакнести вещества – около 9%
- Витамините А, В1, В2, В3, В6, и Е

Световноизвестни ястия като баба гануш, халва и хумус се правят с тахан.